# Scott Law
Scott Law (* 9. März 1991 in Blacktown) ist ein australischer Bahn- und Straßenradrennfahrer.
Scott Law wurde 2007 in der Juniorenklasse australischer Meister im Straßenrennen. Bei der Ozeanienmeisterschaft gewann er auf der Bahn jeweils die Bronzemedaille im Omnium und im Keirin. Im Jahr darauf wurde er australischer Junioren-Bahnradmeister im 1000-m-Zeitfahren, im Scratch und im Teamsprint. Bei den Juniorenweltmeisterschaften gewann er Silber im Teamsprint und Bronze im 1000-m-Zeitfahren. Außerdem wurde er Ozeanienmeister in der Mannschaftsverfolgung und im Scratch. 2010 wurde Scott Law in der Eliteklasse nationaler Meister im Scratch. Auf der Straße gewann er das MacArthur CC Open Criterium und jeweils eine Etappe bei der Tour of Gippsland sowie bei der Tour of the Murray River. In der Saison 2011 wurde er australischer Bahnradmeister im Omnium und im Scratch. Seit 2011 fährt er auch für das Continental Team V Australia. 2012 wurde er Australischer Kriteriumsmeister der U-23 vor Jay McCarthy und Ben Grenda.

## Erfolge – Bahn
2007
- Ozeanienmeisterschaft – Keirin (Junioren)
- Ozeanienmeisterschaft – Omnium (Junioren)

2008
- Australischer Meister – 1000-m-Zeitfahren (Junioren)
- Australischer Meister – Teamsprint (Junioren) mit Paul Fellows und Peter Lewis
- Australischer Meister – Scratch (Junioren)
- Weltmeisterschaft – 1000-m-Zeitfahren (Junioren)
- Weltmeisterschaft – Teamsprint (Junioren) mit Peter Lewis und Ben Sanders
- Ozeanienmeister – Mannschaftsverfolgung (Junioren) mit Alex Carver, Luke Durbridge und Dale Parker
- Ozeanienmeister – Scratch (Junioren)

2009
- Ozeanienmeister – Scratch

2010
- Australischer Meister – Scratch

2011
- Australischer Meister – Scratch
- Australischer Meister – Omnium

2014
- Australischer Meister – Scratch

2015
- Australischer Meister – Punktefahren

## Erfolge – Straße
2007
- Australischer Meister – Straßenrennen (Junioren)

2012
- Australischer Meister – Kriterium (U23)

## Teams
- 2010 Virgin Blue-RBS Morgans
- 2011 V Australia
- 2012 An Post-Sean Kelly

- 2014 Avanti Racing Team
- 2015 Avanti Racing Team